# Homard américain
Homarus americanus · Homard canadien
Espèce
Statut de conservation UICN

 LC  : Préoccupation mineure
Le Homard américain (Homarus americanus), appelé aussi Homard canadien, est une espèce de homards de la famille des Nephropidae. C'est un crustacé décapode, qui fait l'objet d'une importante pêche commerciale.

## Description et caractéristiques
Le homard canadien peut atteindre 60 cm, peser 18 kg et être âgé de 50 ans. Des spécimens de 20 kg en font le crustacé (et même l'arthropode) actuel le plus lourd connu.
Cette espèce ressemble énormément à son proche cousin le homard européen, avec lequel il peut même s'hybrider. Il s'en distingue - outre la répartition - par quelques traits : 
- le rostre de H. americanus porte une ou plusieurs épines sur la face inférieure, qui sont absentes chez H. gammarus ;
- les épines des pinces de H. americanus sont rouges ou à pointes rouges, alors que celles de H. gammarus sont blanches ou à pointes blanches ;
- le dessous des griffes de H. americanus est orange ou rouge, alors que celui de H. gammarus est blanc crème ou rouge très pâle.

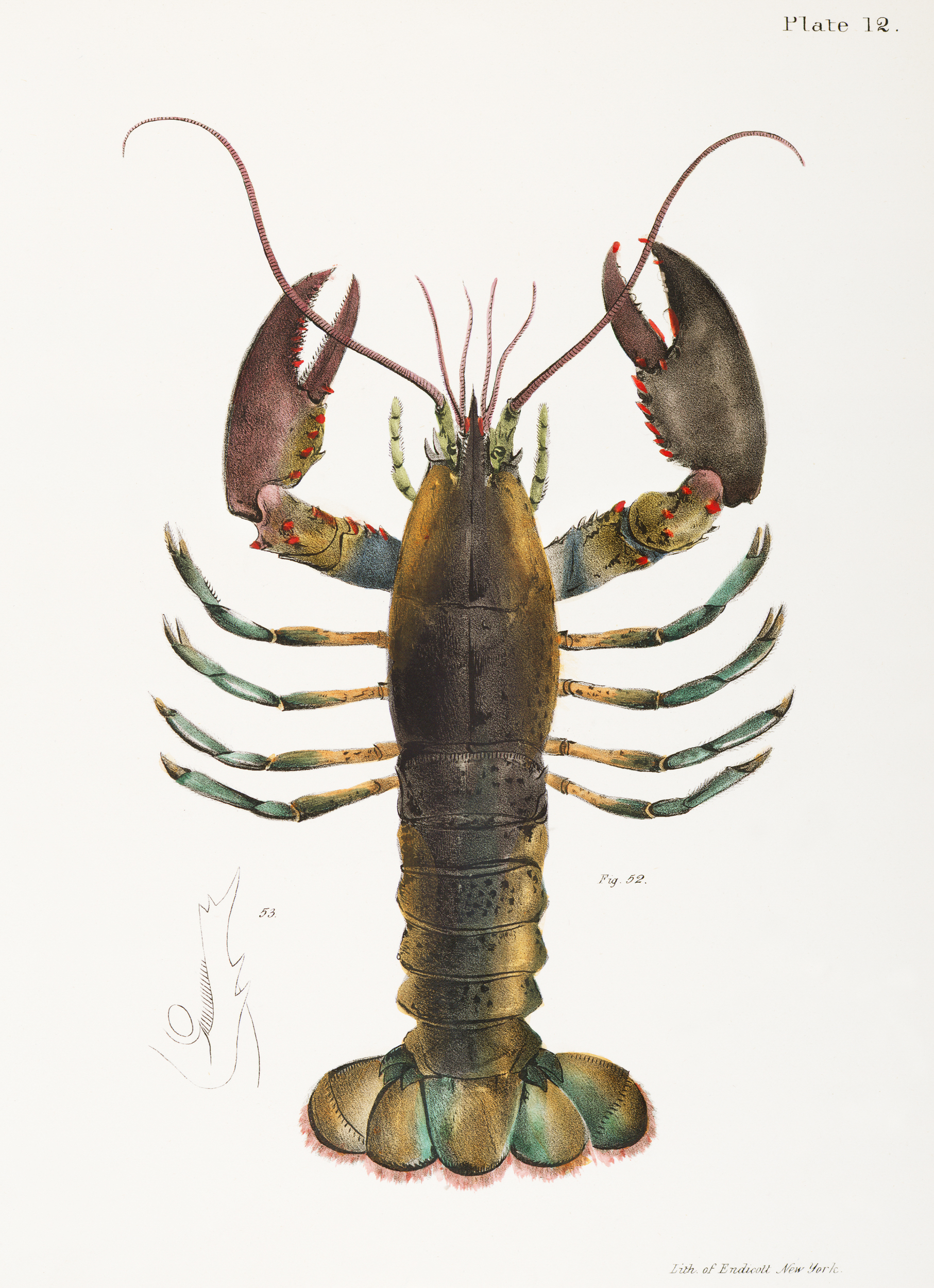
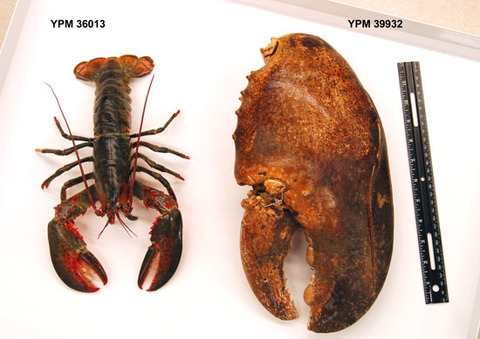
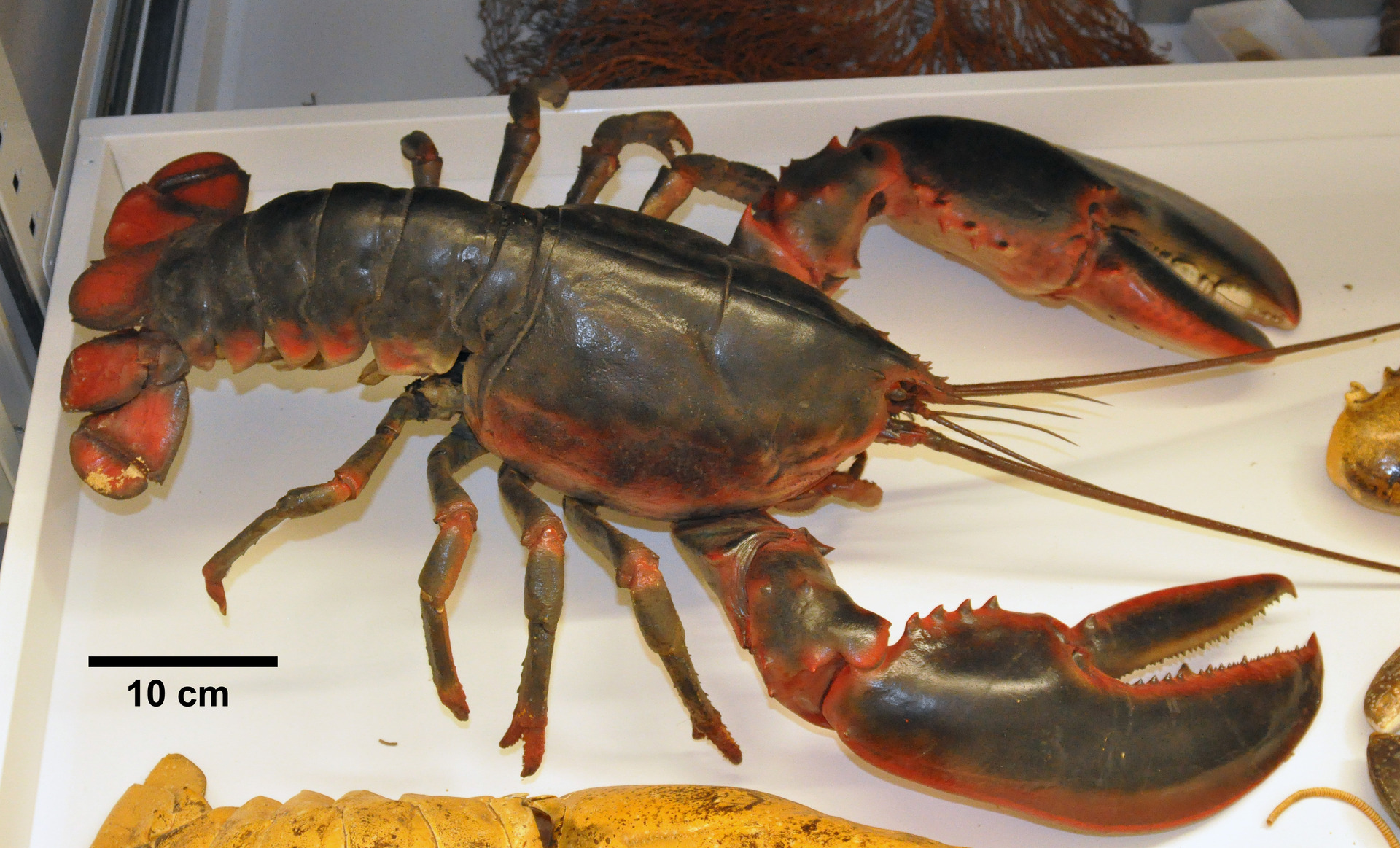
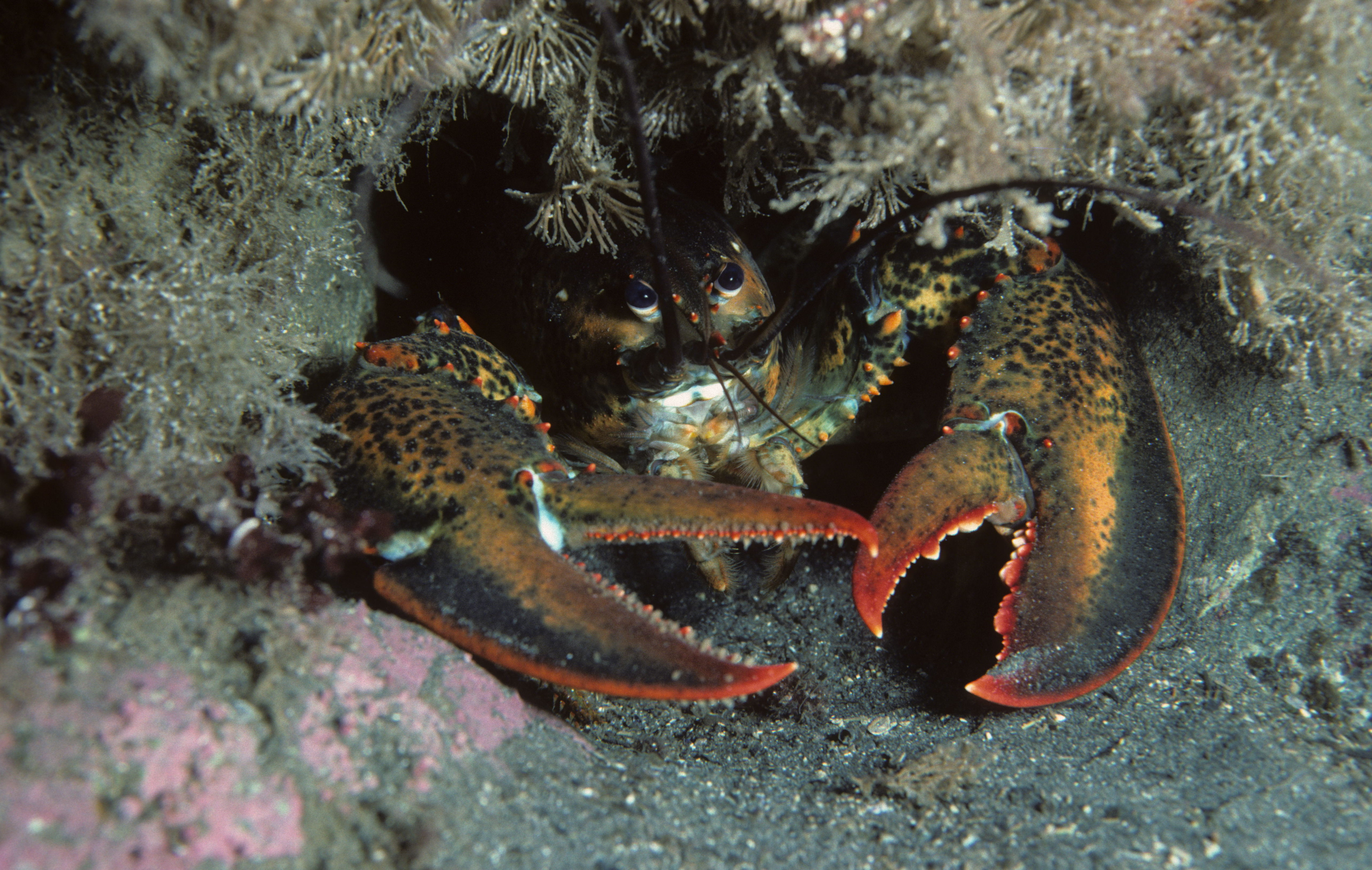

## Habitat et répartition
Comme son nom l'indique, ce homard se rencontre sur les côtes atlantiques de l'Amérique du Nord, de la Caroline du Nord au Canada. C'est cependant surtout une espèce d'eau froide, rare au sud du New Jersey.
Au Canada, les plus grandes populations sont concentrées au sud du golfe du Saint-Laurent.
L'espèce a également été introduite, avec un succès inégal, en Californie, Islande et Norvège.

## Pêche et gestion
Une gestion rigoureuse de la ressource par un contrôle de l'effort de pêche (licences, nombre de casiers, périodes de pêche déterminées, taille minimum selon la zone, rejet obligatoire des femelles grainées) permet une pêche régulière et abondante, à l'inverse du homard européen. La pêche ne fait pas l’objet de TAC (Total Admissible de Capture). La majorité des 10 000 permis accordés au Canada concernent la pêche en eau peu profonde, soit à une profondeur de moins de 40 m et à moins de 15 km de côtes. Des permis de pêche hauturière, à une profondeur de 200 m, peuvent aussi être alloués.
On pêche approximativement 105 000 tonnes de homard au Canada, et 61 000 tonnes aux États-Unis.
Il est beaucoup moins cher que le homard européen]et sa saveur est différente.

## Systématique
Le nom valide complet (avec auteur) de ce taxon est Homarus americanus Milne Edwards, 1837.
Ce taxon porte en français les noms vernaculaires ou normalisés suivants : Homard américain, Homard canadien .
Homarus americanus a pour synonyme :
- Astacus marinus Say, 1817